# Унгер, Хайнц
Хайнц Унгер, в старых источниках Гейнц Унгер (нем. Heinz Heinrich Unger; 14 декабря 1895, Берлин — 25 февраля 1965, Торонто) — немецкий юрист и дирижёр.

## Биография
Изучал юриспруденцию в Грайфсвальдском университете, доктор права (1917). В 1915 году в Мюнхене услышал «Песнь о земле» Густава Малера в исполнении оркестра под управлением Бруно Вальтера и решил посвятить свою жизнь дирижированию и пропаганде творчества Малера. Изучал теорию музыки в Берлине у Вильгельма Клатте, брал уроки дирижирования у Эдуарда Мёрике и Фрица Штидри. Дирижировал в Берлине любительским оркестром, в 1919 г. дебютировал на профессиональном уровне с Берлинским филармоническим оркестром, с которым в 1920-е гг. регулярно исполнял симфонии Малера. С 1921 г. дирижёр берлинского Хора святой Цецилии. С 1924 г. по рекомендации Артура Шнабеля неоднократно гастролировал в СССР. В 1925 г. дирижировал, в частности, ленинградской премьерой Третьего фортепианного концерта Сергея Прокофьева (солист Наталья Позняковская); Прокофьев в переписке назвал Унгера «ловкой бездарностью». Осуществил в Германии ряд записей, в том числе несколько оркестровых увертюр Феликса Мендельсона и концерт для четырёх клавиров с оркестром Антонио Вивальди (солисты — Георг Бертрам, Бруно Эйснер, Леонид Крейцер и Франц Осборн). С 1934 по 1936 годы - главный дирижер Симфонического оркестра Ленинградского радиокомитета, будущего Академического симфонического оркестра филармонии.
С приходом к власти нацистов в 1933 г. поселился в Великобритании. Дирижировал многими английскими оркестрами, в том числе в годы Второй мировой войны, продолжая до конца 1930-х регулярно выступать и в Советском Союзе, особенно в 1934—1936 гг., когда у него были полугодовые ленинградские контракты; выступал также в Киеве, Баку и других городах. Затем, однако, энтузиазм Унгера по поводу российских музыкантов и слушателей был постепенно вытеснен опытом общения с советскими властями, и в 1939 г. он опубликовал в Лондоне мемуарный очерк «Молот, серп и дирижёрская палочка» (англ. Hammer, Sickle and Baton), в резких тонах описывающий этот опыт. В 1937 г. впервые посетил Северную Америку, выступив с Торонтским симфоническим оркестром, и в 1948 г. обосновался в Торонто. Здесь Унгер выступал с различными местными коллективами, а в 1953 г. сформировал Йоркское концертное общество (англ. York Concert Society) — проект, в рамках которого каждую весну давал четыре концерта во главе оркестра, собранного из ведущих профессиональных составов города; в качестве солистов в этом проекте в разные годы выступали, в частности, Бетти Джин Хаген, Любка Колесса, Антон Куэрти, Мура Лимпани и другие. Унгер также гастролировал в разных странах Европы и Латинской Америки, в 1956 г. дважды выступил, после 22-летнего перерыва, в Берлине с Берлинским филармоническим оркестром. Как пропагандист творчества Малера он дирижировал канадскими премьерами трёх симфоний композитора: Второй (1958), Пятой (1959) и Девятой (1963); в 1958 г. он был избран почётным президентом Малеровского общества Америки.